# Ричард Армитиџ
Ричард Армитиџ (енгл. Richard Armitage) је британски глумац и списатељ рођен 22. августа 1971. године у Лестеру, Енглеска, Уједињено Краљевство. Најпознатији је по улози Торина Храстоштита у филмској трилогији Хобит редитеља Питера Џексона.

## Биографија
Армитиџ је рођен у малом селу Ханкоту у Лестеру. Његов отац је радио као инжењер, док му је мајка била секретарица. Показивао је велику склоност према умјетности па је тако ишао на часове музике у Брокингтоншком колеџу у Ендербеју, а затим је почео да похађа часове глуме и плеса у Петисон колеџу у Ковентрију. Први филмски наступ имао је 1999.

## Филмографија
| Улоге Ричарда Армитиџа |                                               |               |                  |          |
| Година                 | Српски назив                                  | Изворни назив | Улога            | Напомена |
| 1999.                  | Клеопатра                                     |               | Епифанес         |          |
| 1999.                  | Ова љубавна година                            |               | човјек на забави |          |
| 1999.                  | Звездани ратови — епизода I: Фантомска претња |               | пилот            |          |
| 2005.                  | Замрзавање                                    |               | Стивен           |          |
| 2011.                  | Капетан Америка: Први осветник                |               | Хајнз Кригер     |          |
| 2012.                  | Хобит: Неочекивано путовање                   |               | Торин Храстоштит |          |
| 2013.                  | Хобит: Смаугова пустошења                     |               | Торин Храстоштит |          |
| 2014.                  | Хобит: Битка пет армија                       |               | Торин Храстоштит |          |
| 2016.                  | Алиса иза огледала                            |               | краљ Олерон      |          |
| 2018.                  | Оушнових 8                                    |               | Клод Бекер       |          |

## Приватни живот
Армитиџ је 2023. године у интервјуу изјавио да је део ЛГБТ заједнице.